# Socha Panny Marie s Ježíškem (Police nad Metují)
Socha Panny Marie je situována v ulici na Babí v Polici nad Metují v okrese Náchod. Socha je chráněna jako kulturní památka od 3. 5. 1958. Národní památkový ústav tuto sochu uvádí v katalogu památek pod rejstříkovým číslem ÚSKP 16646/6-1841.

## Popis
Socha Panny Marie v nadživotní velikosti z božanovského pískovce z roku 1770 stojí v rohu před klášterní a hřbitovní zdí. Původně byla umístěna na střešní galerii prelatury kláštera a roku 1880 byla snesena spolu s dalšími sochami nyní situovanými před polickým kostelem kvůli velkému statickému zatížení budovy. Autorství pozdně barokní sochy se připisuje sochaři Antonínu Dorazilovi, jehož dílo navazuje na dílenskou tvorbu následníků Matyáše Bernarda Brauna. 